# Victor Surdu
Raul-Victor Surdu-Soreanu, mai cunoscut ca Victor Surdu (n. 11 iulie 1947, Iași – d. 7 aprilie 2011, București) a fost un deputat român în legislatura 1990-1992, ales în județul Constanța pe listele partidului PDAR și ministru al agriculturii între 1989 și 1990.
De profesie inginer horticol, Victor Surdu fost membru al PCR iar din 2001 era membru al PSD.
În decembrie 1989, Victor Surdu s-a orientat către politică și a intrat ca secretar de stat la Ministerul Agriculturii în Guvernul Petre Roman (decembrie 1989 - iunie 1990).
La câteva luni după Revoluție a înființat Partidul Democrat Agrar din România, pe listele căruia Surdu a obținut un mandat de deputat (între 1990-1992).
În 1996, după șase ani în fruntea PDAR, s-a orientat către PSDR (Partidul Social Democrat Român).
În 2000 a candidat fără succes din partea PSDR la Primăria Capitalei, iar în 2001 a intrat în PSD.
În 2008 a obținut un nou mandat de deputat, de această dată din partea PSD, într-un colegiu din Neamț.
Victor Surdu a fost soțul cântăreței Angela Similea.
A murit pe 7 aprilie 2011 la domiciliul său, după ce a fost externat de la Spitalul Pantelimon din Capitală. Suferea de cancer pancreatic și avea 63 de ani. El suferise anul precedent o intervenție chirurgicală la pancreas în Italia, dar în luna februarie boala a recidivat și a fost internat de urgență la Spitalul Pantelimon din București.
Colegul său, deputatul Ioan Munteanu, a precizat, la Realitatea TV, că Victor Surdu a încercat să se trateze în 2010 atât în Germania, dar și într-o clinică din Verona unde fiica sa lucra chiar la secția de oncologie.

## Biografie
Victor Surdu a fost fiul lui Alexandru Sunescu (1917-1984).